# Jarosław Lisakowski
Jarosław Lisakowski (ur. 4 listopada 1920 w Poznaniu, zm. 2 lutego 2012 tamże) – polski etnomuzykolog.

## Życiorys
W 1938 roku podjął studia w Państwowym Konserwatorium Muzycznym w Poznaniu, które kontynuował również po wojnie. W latach 1948–1952 studiował muzykologię u Adolfa Chybińskiego na Uniwersytecie Poznańskim. W 1962 roku uzyskał stopień doktora na podstawie napisanej pod kierunkiem Józefa Michała Chomińskiego pracy Folklor muzyczny Ziemi Kaliskiej. Od 1950 roku zatrudniony był w zespole dokumentacji folkloru muzycznego Państwowego Instytutu Sztuki w Poznaniu (od 1959 roku Instytutu Sztuki PAN), w latach 1954–1986 pełnił funkcję jego kierownika.
W swojej pracy naukowej zajmował się folklorem ziemi warmińsko-mazurskiej i kaliskiej, badał instrumenty i pieśni ludowe. Opublikował m.in. pracę Ludowe instrumenty muzyczne nad Prosną (w: „Ziemia. Prace i Materiały krajoznawcze”, Warszawa 1968). Odznaczony Złotym Krzyżem Zasługi (1979) i Krzyżem Kawalerskim Orderu Odrodzenia Polski (1985). Laureat Nagrody im. Oskara Kolberga (2004).

## Wydania
(na podstawie materiałów źródłowych)
- Piosenki z Podlasia (Kraków 1956)
- Pieśni kaliskie (Kraków 1971)
- Pieśni ludowe z Czermna (Płock 1977)
- Folklor Warmii i Mazur, wspólnie z Marią Drabecką i Barbarą Krzyżaniak (Warszawa 1978)
- Pieśni ludowe ze wsi Draganie k. Płocka (Płock 1978)
- Pieśni Sannickie (Płock 1978)
- Pieśni ludowe ze Staropola k. Gostynina (Płock 1979)
- Pieśni ludowe regionu kozła (Zielona Góra 1980)
- Pieśni ludowe z Radziwia (Płock 1980)
- Pieśni ludowe z Drobina (Płock 1981)
- Pieśni ludowe ze wsi Góry k. Płocka (Płock 1981)
- Pieśni ludowe znad Prosny (Kalisz 1983)
- Pieśni ludowe południowo-zachodniej Wielkopolski (Leszno 1988)